# Manel Martínez
Manel Martínez Fernández (Sabadell, Barcelona, España, 3 de noviembre de 1973) es un exfutbolista español que jugaba como delantero.

## Trayectoria
Fue uno de los máximos goleadores de la historia del C. D. Logroñés y consiguió en la temporada 1995-96 el Trofeo Pichichi de Segunda División, con veintisiete goles. Su siguiente equipo fue el R. C. D. Espanyol. Posteriormente, tras una aventura en el fútbol inglés regresó a España, donde pasó entre otros, año y medio en el C. F. Badalona, media temporada en el C. E. Sabadell F. C. y un año en la S. D. Ibiza, donde además de recuperar sus cifras ascendió a Segunda División B. En enero de 2008, firmó un contrato con el Lorca Deportiva C. F. y, al finalizar la temporada, se retiró del fútbol. Actualmente, es entrenador de las categorías del fútbol base de la U. E. Sant Andreu.

## Clubes
| Club                   | País       | Año       |
| ---------------------- | ---------- | --------- |
| C. E. Sabadell F. C.   | España     | 1992-1995 |
| C. D. Logroñés         | España     | 1995-1999 |
| R. C. D. Espanyol      | España     | 2000-2001 |
| Real Sporting de Gijón | España     | 2001      |
| R. C. D. Espanyol      | España     | 2001-2002 |
| Real Sporting de Gijón | España     | 2002-2003 |
| R. C. D. Espanyol      | España     | 2003-2004 |
| Derby County F. C.     | Inglaterra | 2004      |
| C. F. Badalona         | España     | 2005-2006 |
| C. E. Sabadell F. C.   | España     | 2006-2007 |
| S. E. Eivissa-Ibiza    | España     | 2007-2008 |
| Lorca Deportiva C. F.  | España     | 2008      |